# Galleria Munt La Schera
La galleria Munt La Schera, detta anche galleria la Drossa o galleria Livigno, è una galleria stradale svizzera, che passa in direzione nord-sud sotto il Munt La Schera che le dà il nome (monte che fa parte della catena Casina-Umbrail-Pizzo della Forcola e in particolare del gruppo del Piz Daint), collegando la valle del lago di Livigno a sud con la valle del Forno a nord. 
Pur essendo completamente in territorio svizzero, in particolare nel comune di Zernez del cantone dei Grigioni, l'entrata sud del tunnel è a circa 600 metri dal confine con l'Italia. Qui vi è un distaccamento della Guardia di finanza, affiancata a quello della dogana svizzera.

## Storia
È stato costruito dalla società svizzera Engadiner Kraftwerke AG, per la costruzione della diga del Punt dal Gall, tra il 1965 e il 1968 e quindi del bacino artificiale del lago di Livigno. Successivamente alla conclusione dei lavori, la galleria è stata resa disponibile al traffico veicolare.

## Transitabilità
La galleria è ad una sola corsia. Il transito avviene in una delle due direzioni, alternando ogni 15 minuti. Sono ammessi veicoli di un'altezza massima di 3,6 metri e una larghezza massima di 2,5 metri. Il passaggio nella galleria è soggetto a pedaggio. Il costo per un biglietto di andata parte da 20 CHF o 20,50 EUR circa (per macchine fino a 3,5 t, dati aggiornati a Marzo 2024). Il pedaggio avviene esclusivamente al lato sud (italiano). 
La galleria, dal gennaio 2010, è aperta per 24 ore al giorno, salvo interventi di manutenzione effettuati in bassa stagione, tutto l'anno anche quando i passi montani principali sono chiusi, permettendo la continuità dei collegamenti fra la Valtellina e il Canton Grigioni, bisogna segnalare che il sabato si ha un pedaggio maggiore e degli orari di transito differenti: 
| 00:00 - 06:00 | Senso Unico Alternato |                             |
| ------------- | --------------------- | --------------------------- |
| 06:00 - 09:00 | Direzione Svizzera*   | Estendibile fino alle 10:00 |
| 09:00 - 18:00 | Direzione Italia*     | Estendibile fino alle 20:00 |
| 18:00 - 24:00 | Senso Unico Alternato |                             |